# Administrativna podjela Rusije
Ruska Federacija podijeljena je na nekoliko razina i vrsta jedinica.

## Federalni subjekti
Rusija je po državnom uređenju federacija koja se sastoji od 89 subjekata (ruski: субъе́кт(ы), subjekti/subjekt).

## Savezni okruzi
Svi su subjekti grupirani u sedam saveznih okruga (ruski: федера́льные округа́, jednina=федера́льный о́круг, federaljnije okruga/federaljnij okrug). Svakog vodi guverner, kojeg postavlja predsjednik federacije.

## Gospodarske regije
U gospodarske i statističke svrhe, federalni su subjekti grupirani u jedanaest gospodarskih regija (ruski: экономи́ческие райо́ны, экономи́ческий райо́н, ekonomičeskije rajoni/ekonomičeskij rajon).

## Podjele niže razine
Federalni se subjekti dalje dijele na (druga razina podjele):
- Rajone (ruski: райо́н(ы)), veličinom slične općinama u bivšoj SFRJ.
- Gradove (ruski: города́, jednina=го́род, goroda/gorod) i naselja gradskog tipa (ruski: посёлки городско́го ти́па, jednina=посёлок городско́го ти́па, posjolki gorodskogo tipa/posjolok gorodskogo tipa) pod pravnom nadležnošću federalnog subjekta.
- Autonomne okruge (ruski: автоно́мные округа́, jednina=автоно́мный о́круг, čitaj: avtonomnije okruga/avtonomnij okrug) pod pravnom nadležnošću federalnog subjekta (iako ih se smatra jedinicom niže razine, imaju sami status federalnog subjekta).

U podjele treće razine spadaju:
- Selsovjeti (ruski: сельсове́т(ы)) (seoska vijeća).
- Gradovi i gradsko/seoska naselja pod pravnom nadležnošću okruga.
- Gradski rajoni.
- Rajoni gradskih naselja.

## Prijevodi naziva

### Naselja
| Ruski                                           | Hrvatski prijeslov                               | Hrvatski              |
| ----------------------------------------------- | ------------------------------------------------ | --------------------- |
| Город                                           | gorod                                            | grad                  |
| Федеральный город (город федерального значения) | federaljnyj gorod (gorod federaljnogo značenija) | federalni grad        |
| Посёлок                                         | posjolok                                         | naselje               |
| Посёлок городского типа                         | posjolok gorodskogo tipa                         | naselje gradskog tipa |
| Рабочий посёлок                                 | rabočij posjolok                                 | radničko naselje      |
| Курортный посёлок                               | kurortnyj posjolok                               | odmarališno naselje   |
| Дачный посёлок                                  | dačnyj posjolok                                  | vikendaško naselje    |

## Vanjske poveznice
- Službena stranica: federalno katastarsko središte Rusije - Upravni zemljovidi Rusije (tumač je na ruskom)  Arhivirana inačica izvorne stranice od 2. travnja 2004. (Wayback Machine)